# Австрія на Чемпіонаті світу з водних видів спорту 2015
Австрія взяла участь у Чемпіонаті світу з водних видів спорту 2015, який пройшов у Казані (Росія) від 24 липня до 9 серпня.

## Стрибки у воду
Австрійські спортсмени кваліфікувалися на змагання з індивідуальних стрибків у воду.
Чоловіки
| Спортсмен        | Дисципліна        | Попередні змагання | Попередні змагання | Півфінали | Півфінали | Фінал           | Фінал           |
| Спортсмен        | Дисципліна        | Очки               | Місце              | Очки      | Місце     | Очки            | Місце           |
| ---------------- | ----------------- | ------------------ | ------------------ | --------- | --------- | --------------- | --------------- |
| Константін Блага | Трамплін, 1 метр  | 383.30             | 6 Q                | Н/Д       | Н/Д       | 404.40          | 8               |
| Константін Блага | Трамплін, 3 метри | 421.65             | 15 Q               | 407.20    | 17        | Завершив виступ | Завершив виступ |

## Плавання на відкритій воді
Один австрійський спортсмен кваліфікувався на змагання з марафонського плавання на відкритій воді.
| Спортсмен        | Дисципліна       | Час       | Місце |
| ---------------- | ---------------- | --------- | ----- |
| Маттіас Швайнцер | 10 км (чоловіки) | 1:52:57.5 | 38    |

## Плавання
Австрійські плавці виконали кваліфікаційні нормативи в дисциплінах, які наведено в таблиці (не більш як 2 плавці на одну дисципліну за часом нормативу A, і не більш як 1 плавець на одну дисципліну за часом нормативу B):
Чоловіки
| Спортсмен                                                     | Дисципліна                           | Попередній заплив | Попередній заплив | Півфінал        | Півфінал        | Фінал            | Фінал            |
| Спортсмен                                                     | Дисципліна                           | Час               | Місце             | Час             | Місце           | Час              | Місце            |
| ------------------------------------------------------------- | ------------------------------------ | ----------------- | ----------------- | --------------- | --------------- | ---------------- | ---------------- |
| Фелікс Аубек                                                  | 200 м вільним стилем                 | 1:48.75           | 29                | Завершив виступ | Завершив виступ | Завершив виступ  | Завершив виступ  |
| Фелікс Аубек                                                  | 400 м вільним стилем                 | 3:50.04           | 20                | Н/Д             | Н/Д             | Завершив виступ  | Завершив виступ  |
| Фелікс Аубек                                                  | 1500 м вільним стилем                | 15:45.69          | 37                | Н/Д             | Н/Д             | Завершив виступ  | Завершив виступ  |
| Давід Брандль                                                 | 400 м вільним стилем                 | 3:51.83           | 33                | Н/Д             | Н/Д             | Завершив виступ  | Завершив виступ  |
| Якуб Малі                                                     | 200 м комплексом                     | 2:01.68           | 21                | Завершив виступ | Завершив виступ | Завершив виступ  | Завершив виступ  |
| Якуб Малі                                                     | 400 м комплексом                     | 4:19.20           | 20                | Н/Д             | Н/Д             | Завершив виступ  | Завершив виступ  |
| Крістіан Шерюбль                                              | 100 м вільним стилем                 | 51.02             | 57                | Завершив виступ | Завершив виступ | Завершив виступ  | Завершив виступ  |
| Фелікс Аубек Давід Брандль Зебастіан Штеффан Крістіан Шерюбль | естафета 4x200 метрів вільним стилем | 7:18.97           | 17                | Н/Д             | Н/Д             | Завершили виступ | Завершили виступ |

Жінки
| Спортсменка                                                  | Дисципліна                           | Попередній заплив | Попередній заплив | Півфінал         | Півфінал         | Фінал            | Фінал            |
| Спортсменка                                                  | Дисципліна                           | Час               | Місце             | Час              | Місце            | Час              | Місце            |
| ------------------------------------------------------------ | ------------------------------------ | ----------------- | ----------------- | ---------------- | ---------------- | ---------------- | ---------------- |
| Клаудія Гуфнагль                                             | 400 м вільним стилем                 | 4:17.14           | 29                | Н/Д              | Н/Д              | Завершила виступ | Завершила виступ |
| Клаудія Гуфнагль                                             | 200 м батерфляєм                     | 2:15.16           | 30                | Завершила виступ | Завершила виступ | Завершила виступ | Завершила виступ |
| Біргіт Кошішек                                               | 50 м вільним стилем                  | 25.61             | 32                | Завершила виступ | Завершила виступ | Завершила виступ | Завершила виступ |
| Біргіт Кошішек                                               | 100 м вільним стилем                 | 56.40             | =39               | Завершила виступ | Завершила виступ | Завершила виступ | Завершила виступ |
| Лена Кройндль                                                | 50 м брасом                          | 31.83             | 29                | Завершила виступ | Завершила виступ | Завершила виступ | Завершила виступ |
| Йордіс Штайнеггер                                            | 100 м на спині                       | 1:02.99           | 41                | Завершила виступ | Завершила виступ | Завершила виступ | Завершила виступ |
| Йордіс Штайнеггер                                            | 200 м на спині                       | 2:15.37           | 30                | Завершила виступ | Завершила виступ | Завершила виступ | Завершила виступ |
| Йордіс Штайнеггер                                            | 400 м комплексом                     | 4:45.50           | 22                | Н/Д              | Н/Д              | Завершила виступ | Завершила виступ |
| Ліза Цайзер                                                  | 200 м вільним стилем                 | 1:59.97           | 24                | Завершила виступ | Завершила виступ | Завершила виступ | Завершила виступ |
| Ліза Цайзер                                                  | 200 м комплексом                     | 2:13.90           | 19                | Завершила виступ | Завершила виступ | Завершила виступ | Завершила виступ |
| Біргіт Кошішек Лена Кройндль Йордіс Штайнеггер Ліза Цайзер   | естафета 4x100 метрів вільним стилем | 3:44.06           | 16                | Н/Д              | Н/Д              | Завершили виступ | Завершили виступ |
| Ліза Цайзер Клаудія Гуфнагль Йордіс Штайнеггер Лена Кройндль | естафета 4x200 метрів вільним стилем | 8:05.23           | 13                | Н/Д              | Н/Д              | Завершили виступ | Завершили виступ |

## Синхронне плавання
Три синхронні плавчині Австрії кваліфікувалися в таких дисциплінах.
| Спортсменка                             | Дисципліна              | Попередні змагання | Попередні змагання | Фінал            | Фінал            |
| Спортсменка                             | Дисципліна              | Очки               | Місце              | Очки             | Місце            |
| --------------------------------------- | ----------------------- | ------------------ | ------------------ | ---------------- | ---------------- |
| Надін Брандль                           | соло, технічна програма | 79.4713            | 14                 | Завершила виступ | Завершила виступ |
| Надін Брандль                           | соло, довільна програма | 82.6667            | 13                 | Завершила виступ | Завершила виступ |
| Анна-Марія Александрі Ейріні Александрі | дует, технічна програма | 82.3507            | 12 Q               | 83.5146          | 11               |
| Анна-Марія Александрі Ейріні Александрі | дует, довільна програма | 83.9000            | 13                 | Завершили виступ | Завершили виступ |